# Parkallee (Bremen)

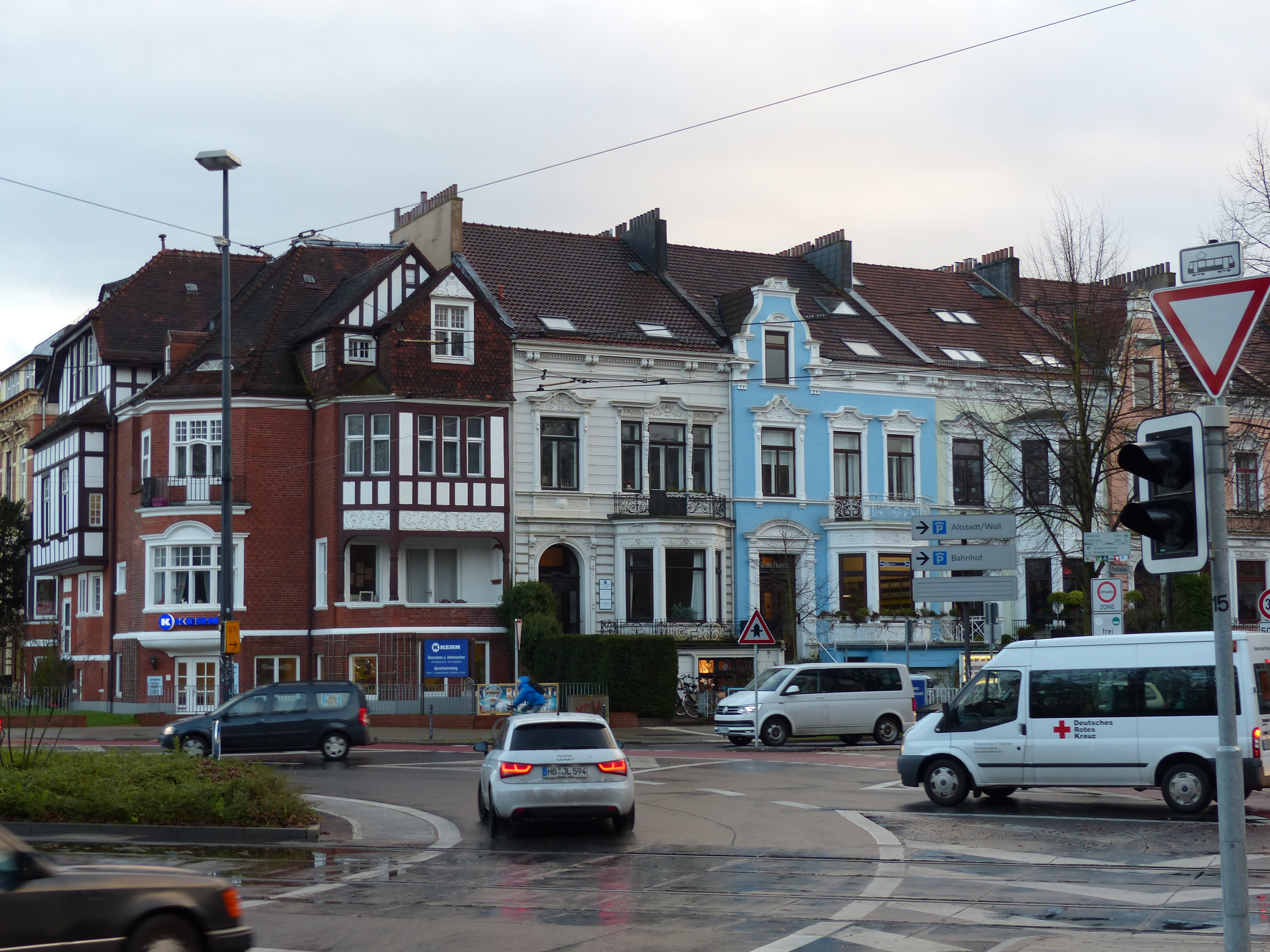
Verkehrskreisel Am Stern mit Eckhaus und angrenzenden Bremer Häuser an der Parkallee

Die Parkallee in Bremen ist eine rund 3,3 km lange Ausfallstraße zwischen den Ortsteilen Ostertor und Lehe. Sie ist eine wichtige Achse des innerstädtischen Verkehrs und die kürzeste Verbindung von der Innenstadt zum Campus der Universität.

## Verlauf
Als Verlängerung der Rembertistraße beginnt die Parkallee im „Viertel“ Ostertor südöstlich des Hauptbahnhofes an der Kreuzung mit dem Straßenzug An der Weide – Außer der Schleifmühle, wo sich das Grundstück Parkallee 1 befindet. Mit dem Friedenstunnel wird die Bahnstrecke Wanne-Eickel–Hamburg bzw. Wunstorf–Bremen unterquert und der Stadtteil Schwachhausen erreicht, wo nach einem kurzen Abschnitt durch den Ortsteil Barkhof, der als Fahrradstraße ausgewiesen ist, der stark frequentierte Verkehrskreisel Am Stern mit zusammen sechs Zufahrten erreicht wird. Dort beginnt linker Hand der Bürgerpark, der zusammen mit dem nördlich anschließenden Stadtwald die zweitgrößte (nach dem Park links der Weser) zusammenhängende Parkanlage Bremens darstellt.
Die Trasse führt zwischen den Ortsteilen Bürgerpark und Schwachhausen/Neu-Schwachhausen weiter in Richtung Universität, wo nach einer erneuten Bahnunterquerung die Parkallee in die Universitätsallee übergeht. Von dieser führt der BAB-Zubringer zur Anschlussstelle Horn-Lehe der BAB 27.
Stadtauswärts zweigen hinter dem Friedenstunnel folgende Straßen von der Parkallee ab: Hohenlohestraße, Delbrückstraße, Goebenstraße/Am Barkhof, Parkstraße, Kreisel Am Stern mit Hollerallee und Hermann-Böse-Str./Wachmannstraße, Altmannstraße, Benquestraße, Franziusstraße, Bulthauptstraße, Otto-Gildemeister-Straße, Fitgerstraße, Schwachhauser Ring, Coccejusstraße, Emmastraße, Busestraße, Kulenkampffallee, Zur Munte und Achterstraße.

## Geschichte

### Name
Wo heute die Parkallee ist, war bis 1888 der Kuhgraben, daneben verlief der Kuhgrabenweg. Nördlich der Kleinen Wümme ist dies noch heute so. 
Südlich der Kleinen Wümme jedoch wurde 1888 der Kuhgraben zugeschüttet und darauf eine breite Straße angelegt. Deren Name war zunächst Stauallee, nach dem Hof Stau (benannt nach dem dabei befindlichen Aufstau des Kuhgrabens) in der Feldmark Pagentorn. Im Januar 1890 wurde die Umbenennung in Parkallee beschlossen. Im heutigen Rembertiviertel lag 1888 noch der unbebaute Kuhgrabenweg, 1890 hieß der südliche Teil Am Stau und hatte fünf Häuser. Noch 1900 war die Parkallee nur nördlich des Barkhofes bebaut.
Die Parkallee reichte vor 1972 nur bis zur Hamburger Bahnlinie. Dort war bis etwa 1970 ein beschrankter Bahnübergang, die Straße dahinter hieß Am Stadtwald bis zur Kleinen Wümme, dahinter Kuhgrabenweg. Erst nach dem Bau der Kurve zur Universitätsallee 1972 wurde die Straße Am Stadtwald in die Parkallee einbezogen.

### Entwicklung
In vorindustrieller Zeit führte der Kuhgraben im Verlauf der heutigen Parkallee von der Wümme weiter in Richtung Stadtzentrum, wo er südlich deren heutiger Eisenbahnunterführung Anschluss an den Dobben hatte.
Während der Erschließung der Pagentorner Feldmark im 19. Jahrhundert wurde die Stauallee parallel zum Kuhgraben angelegt. Im Jahre 1890 wurde der südliche Teil des Kuhgrabens zugeschüttet, der Teil bis zum Stau 1893. Auf dem so gewonnenen Kuhgrabenareal wurde dann die nun Parkallee genannte Straße befestigt und verbreitert. Die Pagentorner Bauern verkauften nach und nach ihre Höfe an der Parkallee als Bauland, 1898 tauchte erstmals der Straßenname „Parkallee“ im Adressbuch auf.
Um ihren Charakter als Villenstraße zu sichern, ordnete die Stadt 1891 einen besonderen Bebauungsplan für die Bürgerparkallee an. So durften keine Gewerbebetriebe, sondern nur Wohnhäuser und dazugehörige Nebengebäude errichtet werden, letztere erst in dreißig Meter Entfernung von der Straßenfront. Nicht mehr als zwei Wohnhäuser unmittelbar nebeneinander waren erlaubt. Mindestens ein Drittel der Bauplatzbreite musste unbebaut bleiben und die geringste Tiefe der Vorgärten zehn Meter betragen. Diese Bestimmungen hatten bis zum Jahre 1940 Gültigkeit.

### Verkehr
Im April 1891 ging auf der Parkallee eine Petroleumbahn in Betrieb, wurde aber nach diversen Pannen bereits 1893 wieder eingestellt.
Von September 1910 bis Dezember 1911 verkehrte die Parkbahn auf der Parkallee.
Die Buslinie 22 der Bremer Straßenbahn AG befährt seit 1949 den nördlichen Teil der Parkallee. Zunächst erreichte sie die Parkallee am Schwachhauser Ring und fuhr bis Munte. Seit ca. 1971 ist sie zur neu erbauten Universität verlängert und fährt seit ca. 1973 über die Crüsemannallee, so dass sie die Parkallee erst an der Kulenkampffallee erreicht.

## Gebäude und Anlagen

Parkallee und Neues Gymnasium am Barkhof (1911)

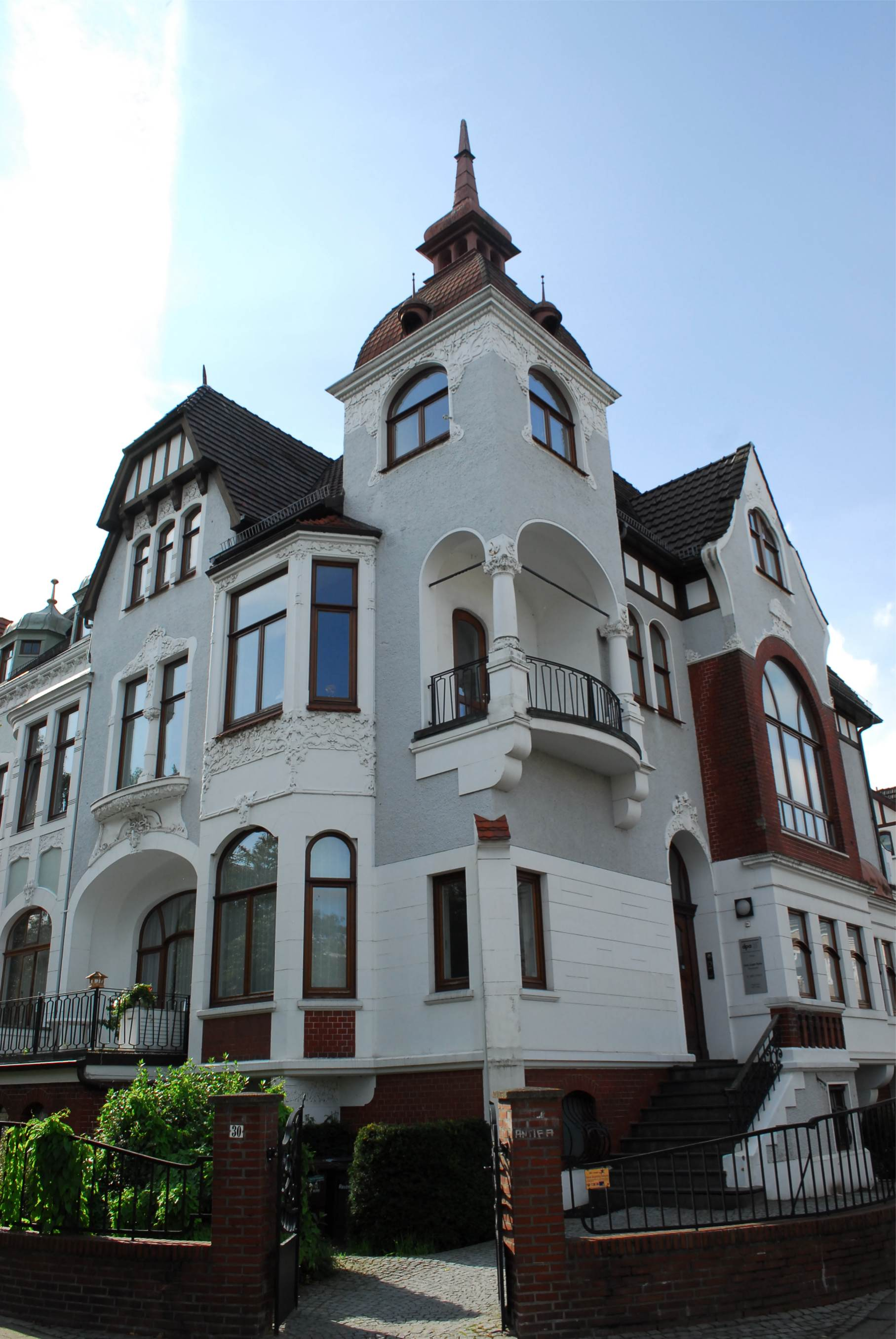
Villa Sowerbutts

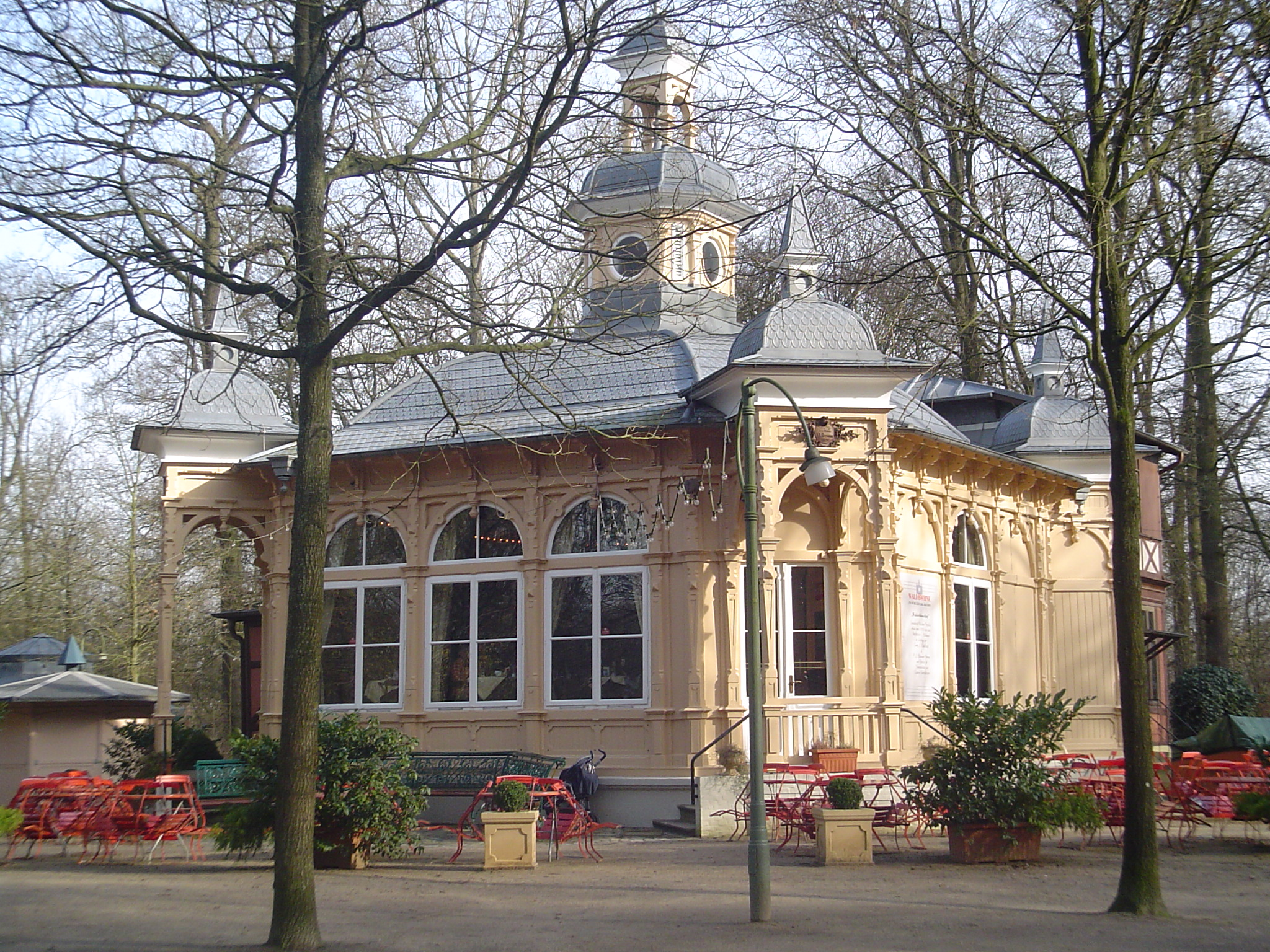
Das heutige Restaurant Waldbühne im Bürgerpark wurde 1890 als Ausstellungspavillon für die Gewerbe- und Industrieausstellung gebaut

An der Parkallee stehen ein- bis viergeschossige Gebäude, zumeist Wohn- und Geschäftshäuser. Nördlich des Sterns ist die Parkallee nur ostseitig bebaut, da im Westen der Bürgerpark und Stadtwald liegen. Diese Wohnhäuser wurden als Villen errichtet, daher wird die östliche Seite von einigen denkmalgeschützten und architektonisch bedeutsamen Häusern gesäumt, unter anderem sind es:
- St. Catharinenstift, Parkallee 2 Ecke Hohenlohestraße, von 1912
- Villa Sowerbutts, Parkallee 30, von 1902–1903
- Villa Kulenkamp, Parkallee 32, erbaut 1900.
- Oberschule am Barkhof, Parkallee 39, von 1903–1906
- Villa Overbeck, Parkallee 48, von 1902/03
- Villa Otto, Schwenekes Privat-Lehrinstitut in der Hollerallee 67 / Parkallee, von 1900
- Villa Korff, Parkallee 79/81, 1903 für den Ölkaufmann Wilhelm August Korff, beherbergte längere Zeit das Landesarbeitsgericht Bremen.
- Villa Dunkel, Parkallee 101, 1897 nach Plänen von Albert Dunkel
- Villa Hunckel, Parkallee 107, von 1900 nach Plänen von H. Bischoff
- Villa Ahlers, Parkallee 117, von 1904 nach Plänen von Eduard Gildemeister und Wilhelm Sunkel gebaut.
- Villa Korff, Parkallee 133, von 1909/10 nach Plänen von Hans und Heinrich Lassen für den Kaufmann Heinrich Korff
- Wohnhaus Mänz, Parkallee 21, 1911 nach Plänen von Heinrich Mänz

An der Westseite befinden sich wenige Gebäude, darunter das Polizeirevier Schwachhausen und die Waldbühne im Bürgerpark, erbaut 1890 als Ausstellungspavillon zur Nordwestdeutschen Gewerbe- und Industrieausstellung.

### Bunker
Während der NS-Zeit wurden am Ostrand des Bürgerparks zwei Luftschutzbunker an der Parkallee gebaut, die erhalten sind. Zumindest in der zweiten Hälfte des Zweiten Weltkriegs standen diese jedoch der Bevölkerung nur noch sehr eingeschränkt zur Verfügung. In den Bunker B31 in Höhe der Benquestraße zogen die Wehrmachtskommandantur und andere Dienststellen ein. Der Bunker B32 gegenüber der Einmündung der Bulthauptstraße diente zunächst der 8. Flak-Division als Befehlsstand und wurde später als „Regierungsbunker“ von der NSDAP-Kreisleitung, dem Bürgermeister und dem Polizeipräsidenten beansprucht. Dort ergab sich am 26. April 1945 der drei Wochen zuvor abgesetzte Kampfkommandant Bremens Werner Siber den anrückenden britischen Truppen.
In der Fitger- und Franziusstraße stehen zwei weitere Bunker, die zu Wohngebäuden umgebaut wurden.

### Kleingartenkolonie
An der nordöstlichen Seite befindet sich eine Kleingartenkolonie.